# René-Maurice Gattefossé

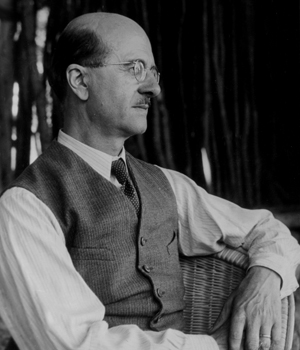
René-Maurice Gattefossé

René-Maurice Gattefossé (* 19. Dezember 1881 bei Lyon; † 21. April 1950 in Casablanca) war ein französischer Chemiker und Parfümeur. Er gilt als der Begründer der Aromatherapie.

## Leben
René-Maurice Gattefossé wurde 1881 in Monchat bei Lyon geboren. Bei seinem Vater lernte er bereits den Umgang mit Düften kennen und arbeitete mit seinem Vater und seinem Bruder in der Parfümerie der Familie. Im Juli 1910 erlitt er Verbrennungen und eine anschließende Gasbrandinfektion durch einen Chemieunfall, die er mit Lavendelöl behandelte. 
Für die Familien-Parfümerie siedelte er 1910 nach Marokko, um dort schließlich eine erfolgreiche Destillationsindustrie für ätherische Öle in Nordafrika aufzubauen. Er studierte die medizinischen Eigenschaften von ätherischen Ölen, was zu wissenschaftlichen Veröffentlichungen und Herstellungen von Produkten mit ätherischen Ölen führte.
Er starb 1950 in Casblanca, als er dort neue Anbauprojekte für seine Firma plante.